# Высшая нормальная школа (Пиза)
Высшая Нормальная Школа в Пизе (итал. Scuola Normale Superiore) — итальянский государственный центр высшего образования и научных исследований, итальянский аналог Высшей нормальной школы в Париже.
Высшая нормальная школа является самым престижным учебным заведением Италии. Создана 18 октября 1810 года по декрету Наполеона Бонапарта как филиал Высшей нормальной школы в Париже.
Многие нормалисты (так называют студентов и выпускников Школы) преподавали и преподают в университетах Италии и мира и внесли огромный вклад в изучение точных и гуманитарных наук: историки Джоаккино Вольпе и Делио Кантимори, филолог Луиджи Руссо (ит.), математики Вито Вольтерра, Мауро Пиконе и Альдо Андреотти.
Из стен школы вышли три лауреата Нобелевской премии: физики Энрико Ферми и Карло Руббиа и поэт Джозуэ Кардуччи, а также лауреат Филдсовской премии Алессио Фигалли.
Нормалисты всегда принимали и принимают активное участие в жизни Италии, как например, члены парламента и политики Джованни Джентиле, Джованни Гронки, Карло Адзельо Чампи, Марино Райчич, Алессандро Натта, Альдо Капитини, Массимо Д’Алема, Фабио Мусси, а также писатели и редакторы влиятельных издательств Алессандро Барберо, Джулио Боллати, Луиджи Серристори, Адриано Софри, Пьетро Читати и Антонио Табукки.
С 1999 по 2010 год школу возглавлял профессор Сальваторе Сеттис, тоже нормалист.
С 2010 года ректором является физик Фабио Бельтрам.
Несмотря на то, что высшее образование в Италии платное, Высшая нормальная школа в Пизе обеспечивает своих студентов питанием и бесплатным общежитием, оплачивает налоги на высшее образование и выплачивает небольшое ежемесячное пособие на приобретение необходимых для обучения книг. Кроме того студентам гарантированы бесплатно или по льготным ценам некоторые услуги (копирование, посещение библиотеки, бесплатный интернет в общежитии, скидки на посещение спортивных заведений и так далее) и общий фонд самоуправления, средства из которого можно использовать на различные развивающие и культурные мероприятия.
Кроме обучения в школе, нормалисты являются ещё и студентами Пизанского университета. И в школе, и в университете нормалисты обязаны иметь средний балл не ниже 27 из 30 и не могут получать менее 24 баллов из 30, студенты, не выполняющие данные условия подлежат отчислению.